# Li Chunxiu
Li Chunxiu, född den 13 augusti 1969, är en kinesisk före detta friidrottare som tävlade i gång.
Lis främsta merit är bronsmedaljen från Olympiska sommarspelen 1992 i Barcelona på 10 km gång. Hon vann guld vid Östasiatiska spelen 1993 och silver vid Asiatiska mästerskapen 1993.

## Personliga rekord
- 10 km gång - 41.48 från 1993